# 苏丹染料

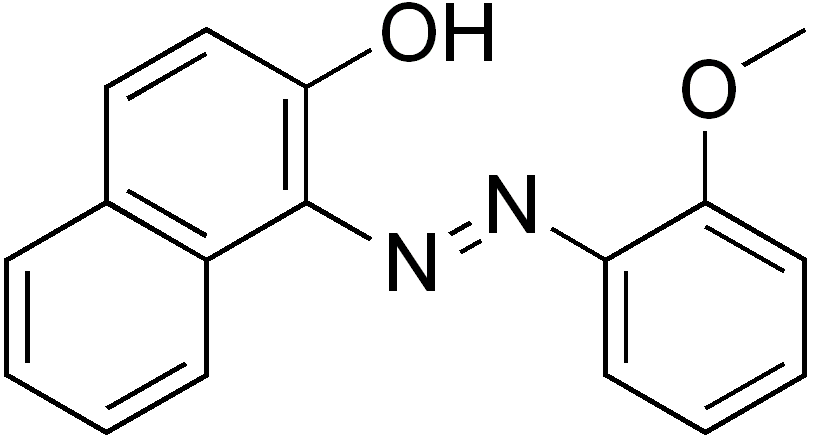
蘇丹紅一号分子结构示意图

苏丹染料（Sudan dyes）与苏丹染色剂（Sudan stains）是一群合成有机化合物，用作各种塑料的染料（塑料着色剂），也用于嗜苏丹（sudanophilic）生物样品的染色，通常是脂类。苏丹II、苏丹III、苏丹IV、油紅O和苏丹黑B是这类化合物的重要成员。

## 命名
蘇丹(Sudan®)原為德國跨國化工廠商巴斯夫早年用於偶氮與蒽醌染料產品線的註冊商標，1896年5月28日即在德國註冊。產品線中並不僅止於外觀呈現紅色的染色劑，也有黃色、藍色、黑色及將黃藍混合後成為綠色等。由於巴斯夫曾為染色劑產業的主要廠商及專利持有著，故其產品也被當成為市場上具相當特性之偶氮與蒽醌產品的代稱。2010年巴斯夫將染料與著色劑部門賣給位英國廠商John Hogg Technical Solutions後，Sudan®商標也一併轉移。

苏丹红（Sudan red）為蘇丹染料之一，包含苏丹I、苏丹II、苏丹III、苏丹IV等，是一种亲脂性偶氮化合物，作为人工合成的红色工业染料，被广泛用于如溶剂、油、蜡、汽油的增色以及鞋、地板等增光方面。

苏丹红主要包括Ⅰ、Ⅱ、Ⅲ和Ⅳ四种类型。
- 苏丹红I（Sudan I）[8]
  - 化学名称：1-苯基偶氮-2-萘酚(1- phenylazo-2- naphthalenol)
  - 分子结构式：C6H5N=NC10H6OH
  - 分子量：248.28

- 苏丹红II（Sudan II）[9]

- - 化学名称：1-[(2,4-二甲基苯)偶氮]-2-萘酚(1-[(2,4-dimethylphenyl)azo]-2-naphthalenol)
- 苏丹红III（Sudan III）[10]

- - 化学名称：1-{[4-(苯基偶氮)苯基] 偶氮}-2-萘酚(1-{[4-(phenylazo)phenyl]azo]-2-naphthalenol)
- 苏丹红IV（Sudan IV）[11]

- - 化学名称：1-{{2-甲基-4-[(2-甲基苯)偶氮]苯基}偶氮}-2-萘酚(1-{{2-methyl-4-[(2-methylphenyl)azo]phenyl}azo]-2-naphthalenol)

## 体内代谢
进入体内的苏丹红主要通过胃肠道微生物还原酶、肝和肝外组织微粒体和细胞质的还原酶进行代谢，在体内代谢成相应的胺类物质。在多项体外致突变试验和动物致癌试验中发现苏丹红的致突变性和致癌性与代谢生成的胺类物质有关。
苏丹红I在体内可以被还原代谢为初级产物苯胺（aniline）和1-氨基-2-萘酚（1-amino-2-naphthol）。
苏丹红II在体内代谢可产生二甲基苯胺（2,4-xylidine）和1-氨基-2萘酚。
苏丹红III在体内代谢可产生4－氨基偶氮苯（4-aminoazobenzene）、1-氨基-2萘酚、苯胺、对苯二胺（p-phenylenediamine） 和1-4氨基-苯基偶氮-2萘酚[1-(4-aminophenyl)azo]-2-naphthol] 。
苏丹红IV在体内代谢可产生邻－氨基偶氮甲苯（ortho-aminoazotoluene）、4-氨基-2-甲苯基偶氮-2-萘酚[1-(4-amino-2-methylphenyl)azo]-2-naphthol]、2,5-二氨基甲苯（2,5-diaminotoluene）、 1-氨基-2萘酚和 邻-甲苯胺（ortho-toluidine）。

## 可能曝露量
由于苏丹红是一种人工合成的一种工业染料，1995年欧盟（EU）等国家已禁止其作为色素在食品中进行添加。但由于其染色鲜艳，印度等一些国家在加工辣椒粉的过程中还容许添加苏丹红I。2005年，EU对从印度进口的红辣椒粉中检出苏丹红，其检出苏丹红I 的量为2.8-3500 mg/kg。同时在一些其它食品中也检测到这种物质，如一些调味品中苏丹红I的含量达到0.7-170 mg/kg。也有一些报道称，在辣椒粉中还可检测到苏丹红Ⅱ、Ⅲ和Ⅳ。，如在辣椒粉和辣椒酱中检出苏丹红IV的含量分别为230和380 mg/kg，但辣椒粉中一般多以检出苏丹红I为主。2月18日，英国食物標準局就含有添加苏丹红色素的食品向消费者发出警告，并在其网站上公布了可能含有苏丹红I的产品清单。
欧洲调味品协会专家委员会（the Expert Committee on Flavourings of the Council of Europe）的资料信息显示，欧洲每天红辣椒粉的人均消费量为50-500mg，而红辣椒粉中苏丹红I的检出量为2.8-3500 mg/kg，从而推算欧洲人每天苏丹红I的人均可能摄入量为0.14 -1750 µg。而在法国向欧洲调味品协会专家委员会提交的一份报告中指出，人均每天辣椒（包括红辣椒和辣椒粉）的消费量和最大消费量分别为77和264mg，按辣椒粉中苏丹红I的检出量2.8-3500 mg/kg进行推算，则欧洲人每天人均苏丹红I的摄入量为0.2 -270 µg，最大摄入量为0.7 -924µg。
苏丹红在食品中非天然存在，但在许多食品中天然存在一些胺类物质，如有研究报道在新鲜水果和蔬菜中可检出0.6－30.9mg/kg的苯胺，在大白菜中可检出22mg/kg的苯胺，在胡萝卜中可检出30.9mg/kg的苯胺，并可在红茶和蒜汁的挥发性成分中检出。在胡萝卜中可检出7.2mg/kg的甲苯胺，在芹菜和甘蓝菜中检出1.1mg/kg的甲苯胺。

## 危险性评估

### 苏丹红I
国际癌症研究机构（International Agency for Research on Cancer，IARC）将苏丹红I归为三类致癌物，即主要基于体外和动物试验的研究结果，尚不能确定对人类有致癌作用。肝脏是苏丹红I产生致癌性的主要靶器官，此外还可引起膀胱、脾脏等脏器的肿瘤。台灣環境部化學物質管理署將苏丹红I列為「第四類毒性化學物質」即化學物質有污染環境或危害人體健康之虞。
研究显示，苏丹红 I 在S-9存在的条件下，对沙门氏伤寒杆菌具有致突变作用；对小鼠淋巴瘤L5178Y TK+/- 细胞具有致突变作用；大鼠骨髓微核试验呈阳性；可增加CHO细胞姐妹染色单体交换。彗星实验表明可引起小鼠胃和结肠细胞的DNA断裂。
苏丹红I具有致敏性，可引起人体皮炎。印度妇女习惯使用一种点在前额的"Kumkums"牌化妆品。但目前有报道称，有人因涂抹"kumkum"而引发过敏性接触性皮炎。通过气相色谱分析，7个"kumkums"品牌中有3个可检测到不同浓度的苏丹红I。
苏丹红I的代谢产物苯胺有毒，依据其对血红蛋白毒性作为敏感终点，其最小观察到有害作用剂量（LOAEL）为7mg/kg/day，但在慢性毒性试验中尚未求出最大未观察到有害作用剂量(NOAEL)。基于通过食品、空气和饮水的暴露途径，依据LOAEL 为7mg/kg/day，得出其安全限（MOS）为0.7 ×10－6 mg/kg bw/day。有研究显示，人体多次每日摄入0.4mg/kg苯胺可引起血红蛋白毒性。
苯胺在体内外均具有遗传毒性，被IARC列为2A类致癌物，尚不能确定对人类有致癌性。动物试验显示，给大鼠喂饲苯胺（72mg/kg）104周，脾脏肿瘤发生率明显升高。
代谢产物1-氨基-2萘酚可引起鼠伤寒沙门氏菌T100基因突变，可诱发小鼠膀胱肿瘤。

### 苏丹红II
IARC将苏丹红II和其代谢产物2,4-二甲基苯胺（2,4-xylidine）均列为三类致癌物，尚没有对人致癌作用的证据。动物试验结果显示，给小鼠2,4-二甲基苯胺，高剂量（30mg/kg）组雌性小鼠肺癌发生率较对照组显著升高。尽管目前欧盟还没有辣椒粉中苏丹红II、III和IV的检出范围，但推测其在食品中的检出范围可能与苏丹红I相似。

### 苏丹红III
IARC将苏丹红III列为三类致癌物，但将其初级代谢产物4-氨基偶氮苯（4-aminoazobenzene）列为二类致癌物，即对人可能致癌物。动物试验显示，给予大鼠4-氨基偶氮苯104周，剂量为80-400mg/kg，大鼠肝癌发生率明显升高。

### 苏丹红IV
IARC将苏丹红IV列为三类致癌物，但将其初级代谢产物邻-甲苯胺（ortho-toluidine）和邻-氨基偶氮甲苯（ortho-aminoazotoluole）均列为二类致癌物，即对人可能致癌物。动物试验显示，给予大鼠150mg/kgBW邻-甲苯胺100－104周，在多器官肉瘤、纤维肉瘤、骨肉瘤发生率增加，给予狗5mg/kgBW邻-氨基偶氮甲苯30个月，则发生了膀胱癌。